# Nycteris aurita
Nycteris aurita је врста сисара из реда слепих мишева и породице Nycteridae.

## Распрострањење
Врста је присутна у Етиопији, Замбији, Кенији, Сомалији, Судану, Танзанији и Уганди.

## Станиште
Врста Nycteris aurita има станиште на копну.

## Угроженост
Ова врста није угрожена, и наведена је као последња брига јер има широко распрострањење.

### Популациони тренд
Популациони тренд је за ову врсту непознат.